# Orlando paladino
Orlando paladino (Ritter Roland) ist ein „Dramma eroicomico“, eine heroisch-komische Oper, in drei Akten (14 Bildern) von Joseph Haydn, die am 6. Dezember 1782 im Schloss Esterházy uraufgeführt wurde. Das Libretto stammt von Nunziato Porta. Die Handlung geht auf eine Episode aus Ludovico Ariostos Orlando furioso (1516) zurück. Das Stück wurde für einen geplanten, aber nicht erfolgten Besuch des russischen Großfürsten Paul und seiner deutschen Gemahlin Maria Fjodorowna geschrieben, in Anwesenheit Kaiser Josephs II. inszeniert und bald überall in Europa nachgespielt. In Hobokens Gesamtverzeichnis wird es als 11. von 13 Opern gezählt.

## Inhalt
Die Königin Angelica von Cattai (China) und der Sarazenen-Kämpfer Medoro lieben sich. Der christliche Ritter Orlando, ein Neffe Karls des Großen, jedoch bedroht die beiden mit dem Tod, da er aus Eifersucht auf Medoro wahnsinnig geworden ist. Der prahlerisch polternde und vor Kraft strotzende Barbarenkönig Rodomonte versucht sie zu schützen, doch nur mit der Zauberkraft der Fee Alcina und des Lethe-Fährmanns Caronte kann Orlando wieder zur Vernunft gebracht und das Paar gerettet werden. Als komische Figuren spiegelt das niedere Paar Eurilla und Pasquale die Handlung auch musikalisch.

### Erster Akt
Freies Feld mit Blick auf ein altes Schloss in der Ferne

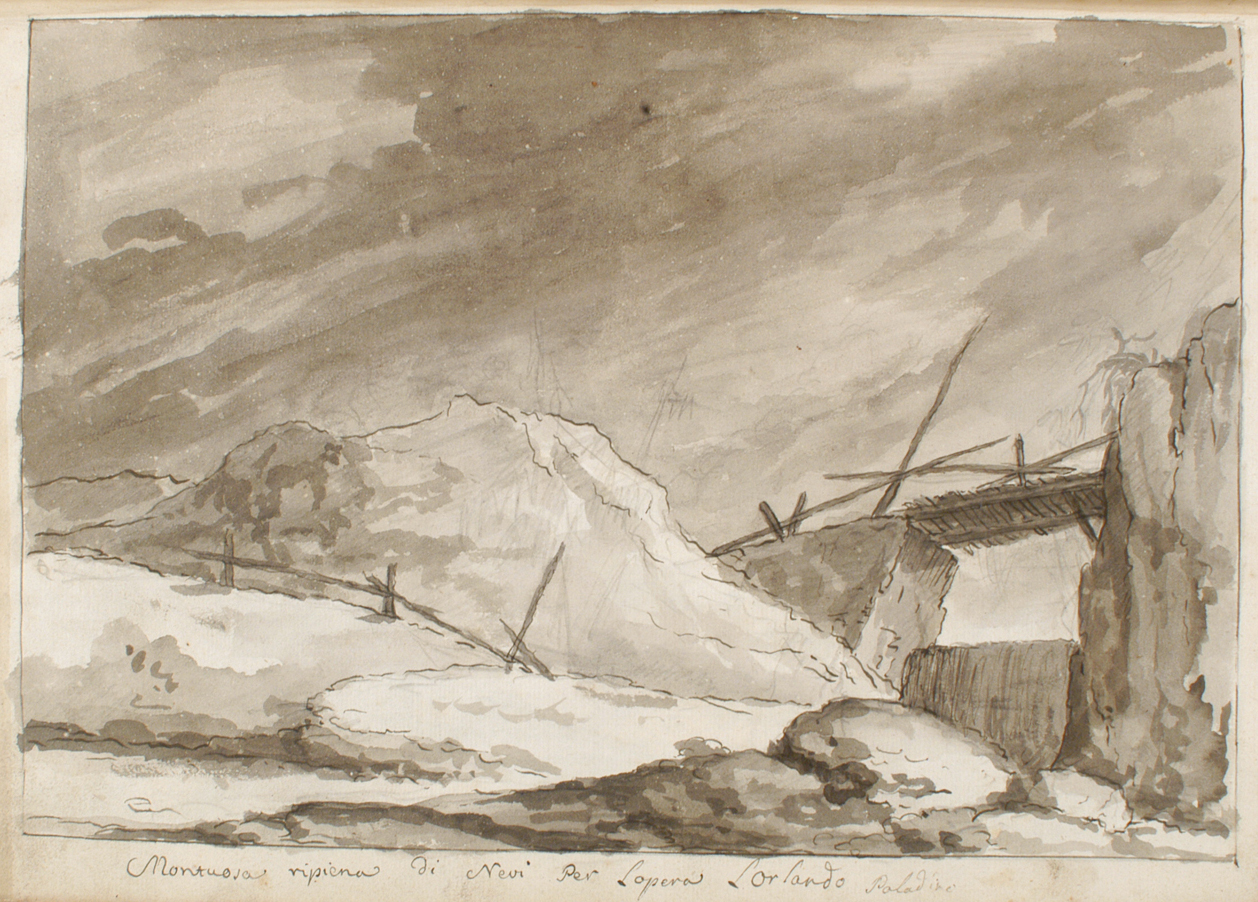
Pietro Travaglia: Szenenskizze zum ersten Bild, 1782

Szene 1. In einer verschneiten Gebirgslandschaft sitzt die Schäferin Eurilla zusammen mit anderen Schäferinnen an einer langweiligen Routinearbeit (Eurilla: „Il lavorar l’è pur la brutta cosa“). Ihr Vater Licone warnt sie vor einem gefährlichen Krieger, den er in der Nähe gesehen habe. Doch für eine Flucht ist es zu spät. Rodomonte, der König der Barbarei, erscheint mit einer Gruppe Sarazenen und fordert unter Drohungen Auskunft darüber, ob der fränkische Paladin Orlando in der Gegend gesehen wurde. Das ist nicht der Fall, doch Licone teilt Rodomonte mit, dass Angelica und Medoro im Schloss Zuflucht gesucht haben. Eurilla erzählt ihm von der zärtlichen Liebe der beiden (Eurilla: „Il sol Medoro è l’unico pensier della regina“) und zieht sich anschließend zurück.
Szene 2. Rodomonte versichert Licone auf hochtrabende Weise, dass er Angelica vor dem Zorn Orlandos schützen wolle (Rodomonte: „Temerario! Senti e trema“).
Das Innere eines Turms
Szene 3. Angelica sorgt sich wegen der Nachstellungen Orlandos um ihren Geliebten Medoro (Angelica: „Palpita ad ogni istante“). Mit Hilfe ihrer Zauberkräfte und ihres „Buchs der Weissagungen“ beschwört sie die mächtige Zauberin Alcina herbei und bittet sie um Schutz. Alcina verspricht ihr diesen. Angelica solle nur dafür sorgen, dass Medoro nicht von ihrer Seite weiche. Auch Rodomonte werde ihr helfen, doch könne er im Kampf nicht gegen den fränkischen Paladin bestehen. Bevor Alcina wieder verschwindet, beschreibt sie Angelica ihre eigene Macht (Alcina: „Ad un guardo, a un cenno solo“).
Szene 4. Medoro kommt verängstigt zu Angelica. Er hat in der Nähe einen gefährlich aussehenden Krieger gesehen, dem ein übermüdeter Knappe folgte. Der wiederum habe ihm gestanden, in Diensten Orlandos zu stehen. Angelica erzählt Medoro von dem Schutzversprechen Alcinas und fordert ihn auf, sich zu verstecken. Zögernd geht Medoro (Medoro: „Parto. Ma, oh dio, non posso“).
Wäldchen
Szene 5. Orlandos Schildknappe Pasquale zieht singend eine alte Rüstung an (Pasquale: „La mia bella m’ha detto di no“). Er leidet Hunger, da er bei Orlando nie genug zu essen bekommt. Rodomonte erscheint und fordert ihn sogleich zum Kampf heraus, da er ihn für einen Ritter hält.
Szene 6. Eurilla, die im Auftrag Orlandos nach Pasquale sucht, kommt hinzu. Rodomonte entfernt sich in Erwartung des Zweikampfs. Unterdessen bittet Pasquale Eurilla um eine Mahlzeit. Als Gegenleistung verspricht er ihr ein Gewand seines Herrn. Er prahlt mit seinen weiten Reisen als Ritter (Pasquale: „Ho viaggiato in Francia, in Spagna“).
Lieblicher Garten mit Brunnen
Szene 7. Medoro glaubt, dass Angelica durch seine Anwesenheit gefährdet werde, und teilt ihr mit, dass er bei Einbruch der Dunkelheit das Land verlassen wolle. Sein Herz werde aber immer bei ihr bleiben. Angelica will ihn nicht verlieren (Angelica: „Non partir, mia bella face“). Sie geht enttäuscht fort. Medoro folgt ihr.
Szene 8. Auf der Suche nach Angelica erscheint Orlando am Brunnen und entdeckt dort die eingeritzten Namen des Liebespaares. Er gerät in Raserei und verwüstet den Garten (Orlando: „D’Angelica il nome!“).
Wäldchen
Szene 9. Im Wald trifft Rodomonte auf den phlegmatischen Pasquale. Da er keine Antwort auf seine Frage nach Orlando erhält, macht er sich wieder auf die Suche.
Szene 10. Orlando fordert Pasquale auf, ihn zum bevorstehenden Kampf zu begleiten. Doch Pasquale redet sich heraus: Er sei nicht zum Ritter geboren. Als Eurilla auf der Suche nach Medoro hinzukommt, kann sie Orlando nicht lange verschweigen, dass das Paar hier war. Orlando schwört grausame Rache.
Lieblicher Garten, wie zuvor
Szene 11. Angelica hat böse Vorahnungen. Pasquale und Eurilla warnen sie vor dem sich nähernden Orlando. Als sie verängstigt fliehen will, kommt ihr Rodomonte entgegen.
Szene 12. Rodomonte sucht immer noch nach dem Ritter, den er zuvor zum Kampf herausgefordert hatte. Eurilla, Pasquale, Angelica und Medoro, die sich vor Furcht kaum auf den Beinen halten können, flehen um Hilfe. Da erscheint Alcina, um sie zu trösten, und auch Rodomonte verspricht ihnen Schutz. Eurilla und Pasquale halten nach Orlando Ausschau und bemerken, dass er unaufhaltsam näher kommt. Der großsprecherische Rodomonte wird von Alcina verwandelt.
Szene 13. Orlando stürmt mit gezücktem Schwert herein und bedroht nacheinander alle Anwesenden, ohne irgendeinen von ihnen zu erkennen. Auf ein Zeichen Alcinas wird er in einen eisernen Käfig gesperrt – ein Symbol für seine Geisteskrankheit.

### Zweiter Akt
Wäldchen
Szene 1. Rodomonte will Orlando zum Zweikampf herausfordern, wird jedoch von Eurilla unterbrochen, die ihm ihre Liebe erklärt, während Angelica und Medoro die Flucht ergreifen. Rodomonte will nichts davon hören und schickt Eurilla fort.
Szene 2. Rodomonte besingt seine vielfach erprobte Kampfkraft (Rodomonte: „Mille lampi d’accese faville“).
Weites Land am Meer
Szene 3. Medoro ist endlich an einem sicheren Ort angelangt. Doch nun fürchtet er sich vor der Leere des Landes und dem Meer. Außerdem sehnt er sich nach Angelica. Eurilla versucht, ihn zu beruhigen. Als sie einen Krieger nahen sehen, schickt Medoro Eurilla fort. Er sucht vergeblich nach den richtigen Worten, die sie Angelica von ihm ausrichten soll (Medoro: „Dille, che un infelice“). Anschließend versteckt er sich in einer Höhle.
Szene 4. Bei dem sich zu Pferd nahenden „Ritter“ handelt es sich um Pasquale, der prahlerisch seinen eigenen Ruhm besingt (Pasquale: „Vittoria, vittoria!“). Eurilla, die sich hinter einem Gebüsch versteckt hat, macht sich eine Weile mit spöttischen Rufen über ihn lustig, bis sie sich dem nun vor Angst zitternden Knappen zu erkennen gibt. Die beiden kommen sich näher und flirten miteinander (Eurilla/Pasquale: „Quel tuo visetto amabile“). Sie machen sich gemeinsam auf den Weg zur Burg.
Szene 5. Angelica sehnt sich nach Medoro (Angelica: „Aure chete, verdi allori“).
Szene 6. Alcina schwört sich, Angelica zu schützen und ihr Glück zu sichern. Wenn Angelica sich etwas antun sollte, wird sie sich neben ihrem Geliebten wieder finden.
Szene 7. Angelica kann die Abwesenheit Medoros nicht länger ertragen. Sie steigt auf einen Felsen, um sich ins Meer zu stürzen. Plötzlich erscheint Medoro neben ihr.
Szene 8. Das Paar ist glücklich wieder vereint und besingt sein Glück (Duett Angelica/Medoro: „Qual contento io provo in seno“). Die beiden beschließen, gemeinsam das Land zu verlassen. Ihre Liebe bedeutet Angelica mehr als ihre königliche Macht, die sie für Medoro aufgeben will.
Szene 9. Orlando entdeckt die beiden und droht, Medoro zu töten. Die dazwischentretende Alcina ermöglicht jedoch die Flucht des Paares. Dem sich ihr gegenüber kleinmütigen zeigenden Orlando gibt sie eine letzte Chance und belässt es bei einer Ermahnung, die beiden nicht länger zu verfolgen.
Szene 10. Orlando fühlt sich gedemütigt. Von einem Weib will er sich nichts befehlen lassen. Plötzlich treten ihm Ungeheuer und Furien entgegen. Orlando ist verwirrt (Orlando: „Cosa vedo! Cosa sento!“).
Zimmer im Schloss
Szene 11. Bei ihrem Stelldichein im Schloss präsentiert sich Pasquale Eurilla als französischer Gesangsmeister. Er prahlt mit seiner Schönheit, die schon zum Tod mehrerer Frauen geführt habe. Deshalb habe ihm der Richter befohlen, immer das Gesicht zu verschleiern. Dann verabschiedet er sich mit einem Beispiel seiner Gesangskunst (Pasquale: „Ecco spiano. Ecco il mio trillo“).
Szene 12a. Auf seiner Suche nach Angelica hat Rodomonte den Weg in Eurillas Zimmer gefunden. Auch Alcina taucht dort auf und versichert ihm, dass das Liebespaar in Sicherheit sei. Alle sollen sich in ihrer Zaubergrotte einfinden, wo sie Näheres erfahren werden.
Szene 12b. Da sich Eurilla vor dem Weg in die Höhle fürchtet, bittet sie Rodomonte, sie mitzunehmen. Doch der weist sie grob ab.
Die verzauberte Grotte
Szene 13. Vor Alcinas Höhle haben sich zuerst Orlando und Pasquale eingefunden. Nach einem kurzen Streit zwischen Orlando und seinem furchtsamen Knappen ruft Orlando die Zauberin heraus, um sie zu schmähen und für die Unterstützung seiner Gegner zu strafen. Alcina verwandelt ihn kurzerhand in einen Stein. Pasquale wird übel.
Szene 14. Schließlich erscheinen auch Angelica, Medoro, Eurilla und Rodomonte – die drei ersteren ängstlich, letzterer wie üblich in drohender Haltung. Während Pasquale vergeblich versucht, sich fortzuschleichen, zeigt Alcina den anderen den versteinernden Orlando. Da Angelica großmütig auf eine weitere Strafe verzichtet, verwandelt Alcina ihn zurück. Doch Orlando ist unverändert gefährlich und fällt augenblicklich in seine üblichen Drohungen zurück. Alcina lässt einen Teil der Höhle einstürzen, um ihn einzusperren.

### Dritter Akt
Dunkler Wald mit Blick auf den Fluss Lethe und die Elyseischen Felder
Szene 1. Alcina hat Orlando in die Unterwelt gebracht. Dort schläft er auf einem Felsblock, als sich Caronte (Charon, der Fährmann der Unterwelt) in seiner Barke nähert (Caronte: „Ombre insepolte“). Alcina befiehlt ihm, dem durch ihre Magie erst teilweise geheilten Orlando die Stirn zu beträufeln, damit er Angelica vergisst. Nachdem sie sich zurückgezogen hat, erwacht Orlando verwirrt (Orlando: „Miei pensieri, dove siete?“).
Zimmer im Schloss
Szene 2. Pasquale und Eurilla sind erleichtert, dass die Gefahr vorbei ist und sie endlich heiraten können.
Szene 3. Doch plötzlich erscheint Orlando und fordert seinen Knappen auf, ihm zu folgen. Glücklicherweise verhält er wieder völlig normal, erinnert sich nicht mehr an Angelica und will das Land verlassen. Da Eurilla ihren Geliebten Pasquale nicht gleich wieder verlieren will, geht sie ihnen nach.
Wald
Szene 4. Angelica wird von wilden Waldbewohnern bedroht. Medoro versucht sie zu verteidigen, fällt aber im Kampf. Da tauchen Orlando und Rodomonte auf und bekämpfen die Angreifer gemeinsam.
Mit Loggien geschmückter Hof
Szene 5. Angelica klagt über das Schicksal Medoros. Sie will ihm in den Tod folgen. Im Delirium erlebt sie seine letzten Minuten erneut (Angelica: „Dell’estreme sue voci dolenti“).
Szene 6. Alcina kommt mit der Nachricht, dass sie Medoro wieder geheilt habe. Rodomonte meldet, dass er sich mit Orlando versöhnt habe und sie die Barbaren gemeinsam bezwingen konnten. Von Orlando gehe keine Gefahr mehr aus. Alcina erklärt Orlandos Heilung durch das Bad im Fluss Lethe. Die Moral der Geschichte bestehe darin, dass jede echte Liebe unsterblich sei, wenn sie nicht durch von einer Welle des Schicksals ausgelöscht werde. Orlando wundert sich über ihre Rede – er hat seine vorigen Handlungen vergessen.
Szene 7. Medoro, Eurilla und Pasquale kommen hinzu, und Medoro und Angelica finden glücklich zueinander. Da Alcina den Ort für den glücklichen Anlass zu trostlos findet, verwandelt sie die Burg in einen Liebestempel. Orlando verabschiedet sich und entlässt Pasquale aus seinen Diensten, der nun Eurilla heiraten kann. Alle feiern den glücklichen Ausgang.

## Gestaltung
Haydns Oper Orlando paladino wird mit ihrer Mischung aus ernsten und komischen Partien in der Literatur häufig der Gattung der Opera semiseria (im weiteren Sinne) zugerechnet. Sie besteht aus einer Reihe von nur lose zusammenhängenden Episoden unterschiedlicher Art, die auf Ritterromane, Heldenepen, die Opera seria, das Zaubertheater oder die Commedia dell’arte Bezug nehmen. Entsprechend enthält der Stoff magische, heroische und komische Elemente. Diese Mischung war Ende des 17. und zu Beginn des 18. Jahrhunderts sehr beliebt gewesen, wovon Opern Vivaldis, Händels und anderer Komponisten zeugen. Mit der Opernreform Pietro Metastasios, die sich auf Rationalität und Ethik gründete, war diese Kombination, wie auch die Darstellung von Wahnsinn, jedoch nicht vereinbar und verschwand im mittleren Drittel des 18. Jahrhunderts weitgehend von den Bühnen. Erst als sich die Librettisten und Komponisten wieder von diesen Prinzipien lösten, wurden „heroisch-komische“ Musikdramen auf Basis der alten Motive wieder populär.

### Instrumentation
Die Orchesterbesetzung der Oper enthält die folgenden Instrumente:
- Holzbläser: Flöte, zwei Oboen, zwei Klarinetten, zwei Fagotte
- Blechbläser: zwei Hörner, zwei Clarini oder Hörner in C alto
- Pauken
- Streicher
- Basso continuo

### Musik
Die Musik der Oper ist entsprechend dem Rollentyp der jeweiligen Figur gestaltet. Die ernsten Rollen Angelica und Medoro haben klagende oder leidenschaftliche Arien und Accompagnato-Rezitative im Stil der Opera seria, während die komischen Partien wie Pasquale oder Rodomonte eher der Opera buffa entsprechen oder verschiedene zeitgenössische Stile parodieren. Die Partie des Orlando wandelt sich im Verlauf der Oper. Zu Beginn noch buffonesk, wirkt sie am Ende geradezu tragisch.
Die Partie des wahnsinnigen Orlando entspricht am direktesten der „heroisch-komischen“ Bezeichnung der Oper. Auch Medoro und Rodomonte besitzen sowohl heroische als auch komische Elemente. Die Nebenfiguren tragen ebenfalls individuelle Charakterzüge. Die Schäferin Eurilla ist lyrisch und gelegentlich scherzhaft gestaltet. Der ängstliche und gleichzeitig angeberische Knappe Pasquale erinnert an Mozarts Leporello oder Papageno. Pasquales Partie ist umfangreich. Ihm sind zwei Cavatinen und zwei Arien gewidmet. Außerdem hat er ein Duett mit Eurilla und ist in den Finalsätzen beteiligt. Allerdings fehlt für ihn im Gegensatz zu allen anderen Rollen eine eigene Strophe im Schluss-Vaudeville, obwohl eine solche in den Prager und Wiener Libretti der Vorgängeropern noch enthalten war. Die Musik des Fährmanns Caronte ist schlicht, aber atmosphärisch. Wie Pasquale gemahnen auch die Rollen des Medoro (Don Ottavio) und der Angelica (Donna Anna) an Figuren aus Mozarts Don Giovanni.
Die Arien sind ein- oder zweiteilig.
- Alcinas „Ad un guardo, a un cenno solo“ (erster Akt, Szene 3) ist eine große koloraturlose Bravourarie.[6]
- Pasquales „Ho viaggiato in Franca, in Spagna“ (erster Akt, Szene 6) ist „rein buffonesk mit […] plapperndem Tonfall“[3]
- Angelicas „Non partir, mia bella face“ (erster Akt, Szene 7) besitzt zwei unterschiedliche Tempi und trägt deutliche Züge der Opera seria.[2]
- Orlandos einteilige Arie „D’Angelica il nome!“ (erster Akt, Szene 8) ist dagegen typisch buffonesk. Sie besteht aus kurzen von Streicherstaccati begleiteten Phrasen.[5]
- Angelicas düstere Szene im Garten (erster Akt, Szene 11) ist von verminderten Sextakkorden geprägt.[2]
- Orlando Wahnsinnsszene (erster Akt, Szene 13) bildet das Finale des ersten Akts, das hier entgegen der üblichen Standards ein Accompagnato-Rezitativ ist.[2]
- Rodomontes d-Moll-Arie „Mille lampi d’accese faville“ (zweiter Akt, Szene 2) ist eine stürmische und sorgfältig ausgearbeitete Parodie.[3]
- Angelicas zweiteilige Rondo-Arie „Aure chete, verdi allori“ (zweiter Akt, Szene 5) nimmt formal Donna Annas „Non mi dir“ aus Mozarts wenige Jahre darauf erschienenem Don Giovanni vorweg. Hier wetteifern virtuose Koloraturpassagen mit einer Solo-Oboe.[3][2]
- In der Arie „Ecco spiano. Ecco il mio trillo“ (zweiter Akt, Szene 11) präsentiert sich Pasquale als französischer Gesangsmeister und stellt die verschiedenen Gesangselemente vor: Messa di voce, Triller, Synkope, Arpeggio, Staccato, Furioso, Andantino bis hin zur Kastraten-Koloratur in höchster Lage.[3][2]
- Orlandos „Miei pensieri, dove siete?“ (dritter Akt, Szene 1) stellt mit einfachen Mitteln wie gedehnten Tempi und verdichteten Harmonien dar, dass Orlando noch nicht vollständig geheilt ist.[5]

Bei den Schlussszenen der ersten beiden Akte handelt es sich um reich ausgestaltete „Kettenfinale“ von 539 bzw. 416 Takten. Das Vaudeville am Ende des dritten Akts dagegen ist formal an dasjenige von Haydns La vera costanza und am Schluss auch an das Vaudeville „Nie werd' ich deine Huld verkennen“ aus Mozarts Die Entführung aus dem Serail angelehnt.

## Werkgeschichte

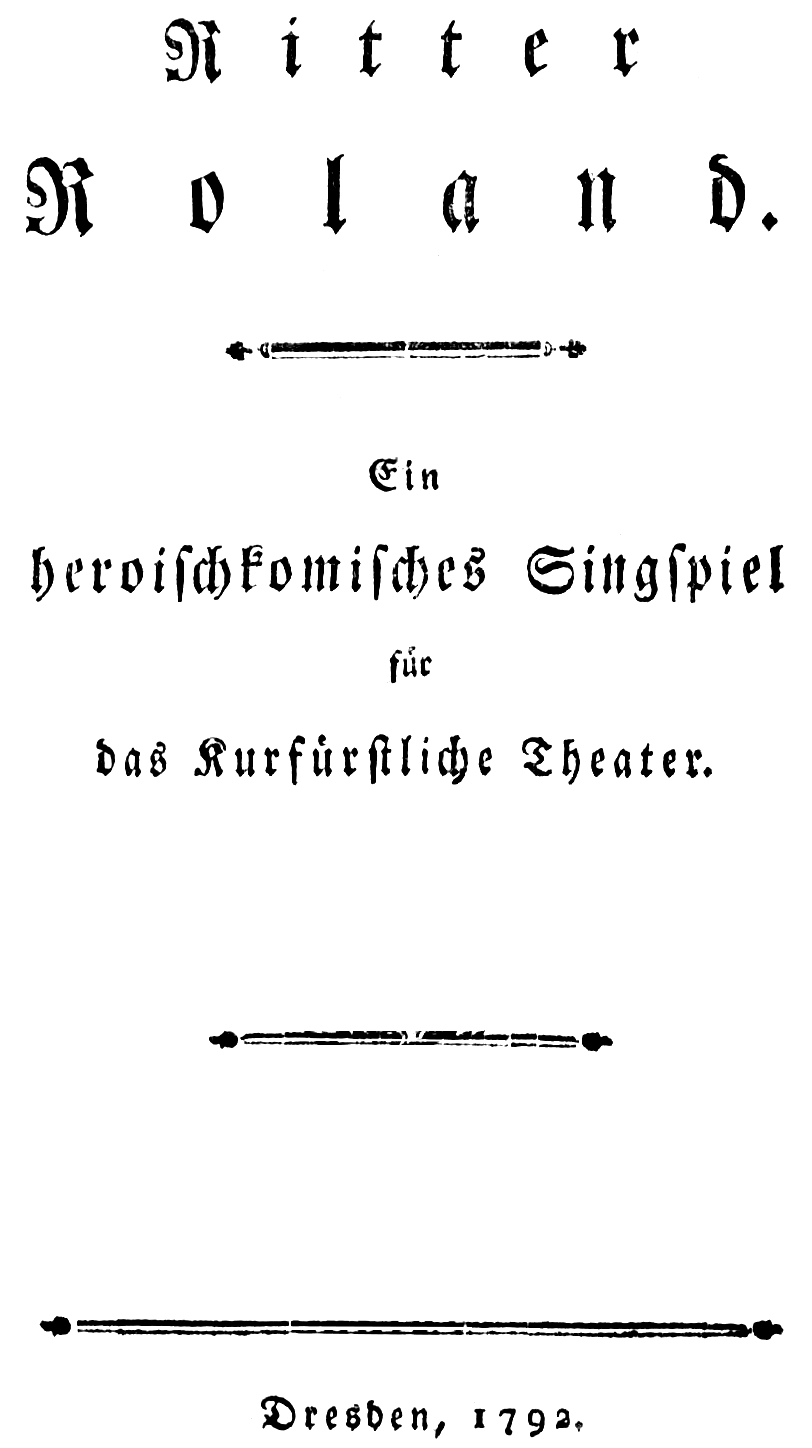
Deutsches Titelblatt des Librettos, Dresden 1792

Die Grundzüge der Handlung von Haydns Oper Orlando paladino basieren auf der Medoro-Episode aus dem Versepos Orlando furioso (1516) von Ludovico Ariosto, das bereits vielfach in Opernfassungen auf die Bühne gebracht worden war. Unter anderem verfasste Carlo Francesco Badini das Libretto zu dem „Dramma giocoso“ Le pazzie di Orlando, das erstmals 1771 in einer Vertonung von Pietro Alessandro Guglielmi in London gespielt worden war. Dieser Text wurde 1775 von Nunziato Porta für eine Prager Aufführung von 1775 unter dem Titel Orlando paladino überarbeitet, bei der auch Guglielmis Musik teilweise ersetzt wurde. 1777 wurde diese Oper, nun möglicherweise mit Musik von Pasquale Anfossi, auch in Wien aufgeführt.
Haydn erhielt den Auftrag zur Komposition der Oper aus Anlass eines für den Oktober 1782 geplanten Besuchs des russischen Großfürsten Paul und seiner deutschen Gemahlin Maria Fjodorowna in Eszterháza. Hierfür überarbeitete Porta, der 1781 zum dortigen Operndirektor ernannt worden war, die Wiener Fassung des Librettos erneut. Er tauschte sämtliche Arien des Knappen Pasquale aus, überarbeitete den Text Angelicas und erweiterte das Finale. Da der Besuch Großfürsten letztlich nicht zustande kam, fand die Uraufführung der Oper erst am 6. Dezember 1782, dem Namenstag des Fürsten Nikolaus Joseph Esterházy, statt. Haydn reichte das Duett Angelica/Medoro „Qual contento io provo in seno“ (zweiter Akt, Szene 8) noch vor der Uraufführung nach.
Bei der Uraufführung sangen Metilde Bologna (Angelica), Domenico Negri (Rodomonte), Antonio Specioli (Orlando), Prospero Braghetti (Medoro), Leopold Dichtler (Licone und Caronte), Maria Antonia Specioli (Eurilla), Vincenzo Moratti (Pasquale), Costanza Valdesturla (Alcina). Bis auf Braghetti hatten sie alle bereits 1781/82 in Haydns La fedeltà premiata gesungen.
Orlando paladino erwies sich als Haydns erfolgreichste Oper. Es gab allein in Eszterháza 30 Aufführungen bis 1784. Anschließend wurde sie in deutscher Sprache mit gesprochenen Dialogen anstelle der Secco-Rezitative auch in vielen anderen Städten gespielt. Bekannt sind Aufführungen in Pressburg 1786 (Roland der Pfalzgraf, deutscher Text von Franz Xaver Girzik), Prag und Brünn 1791, Wien 1791/92, Dresden (auf Italienisch), Pest und Mannheim 1792, Donaueschingen, Frankfurt am Main, Köln und Graz 1793, Nürnberg 1796, Berlin, Hannover und Bremen 1798, Oels 1799, Leipzig und München 1800, Augsburg und Ballenstedt 1802, Königsberg 1803, Hamburg und Breslau 1805 sowie Petersburg 1813. Es sind dreizehn deutsche und acht italienische Abschriften der Partitur überliefert. Für die deutschsprachige Aufführung in Mannheim sind unvollendete Korrekturen von Haydns Hand erhalten, die seine Sorgfalt bei der sprachlichen Überarbeitung zeigen. 1799 wurde in Bonn ein Klavierauszug in deutscher Sprache herausgegeben.
Haydn nutzte später sämtliche Arien von Orlando paladino in anderen Opern erneut. Das abschließende Vaudeville verarbeitete er in einem Chor von L’anima del filosofo. Außerdem fand die Musik des Duetts Eurilla/Pasquale „Quel tuo visetto amabile“ (zweiter Akt, Szene 4) 1794 in Verwendung als Einlegeduett in einer Londoner Aufführung von Martín y Solers Oper Il burbero di buon cuore und vermutlich auch 1796 in Dresden in Joseph Weigls La caffettiera bizzarra (hier mit dem Originaltext). Wie alle Opern Haydns wurde auch Orlando paladino im weiteren 19. Jahrhundert nicht mehr gespielt.
Wiederentdeckt wurde Orlando paladino 1932, als Ernst Latzko das Werk für eine Aufführung in Leipzig mit dem Titel Ritter Roland stark umarbeitete. Seitdem gab es eine Reihe weiterer Produktionen in deutscher, englischer und italienischer Sprache. Die Originalfassung erschien 1972/73 im Rahmen der Haydn-Gesamtausgabe. Sie wurde 1982 im Rahmen der Wiener Festwochen im Theater an der Wien und beim Festival de Carpentras, 1983 am Stadttheater Basel und 1984 in Gelsenkirchen gespielt. Weitere Aufführungen gab es 1995 beim Haydn-Festival in Eisenstadt, 1998 in Kassel, 1999 in Kaiserslautern und 2007 in Wien, letztere mit dem Concentus Musicus Wien unter der Leitung von Nikolaus Harnoncourt. 2009 gab es eine Produktion der Staatsoper Unter den Linden Berlin unter der Leitung von René Jacobs in einer Inszenierung von Nigel Lowery und Amir Hosseinpour, die auch auf DVD veröffentlicht wurde.

## Aufnahmen
- Juni 1976 (Studio-Aufnahme; Rezitative leicht gekürzt?; Opernwelt-CD-Tipp: „künstlerisch wertvoll“[9]): Antal Doráti (Dirigent), Orchestre de Chambre de Lausanne. Arleen Augér (Angelica), Benjamin Luxon (Rodomonte), George Shirley (Orlando), Claes-Håkan Ahnsjö (Medoro), Gabor Carelli (Licone), Elly Ameling (Eurilla), Domenico Trimarchi (Pasquale), Gwendolyn Killebrew (Alcina), Maurizio Mazzieri (Caronte). Philips CD: 432 434 2 (3 CD), Philips LP: 6707 029 (3 LP).[10]:6960
- 2. Juni 2002 (live, konzertant aus Wien): Nikolaus Harnoncourt (Dirigent), Concentus Musicus Wien. Cecilia Bartoli (Angelica), Alfred Muff (Rodomonte), Michael Schade (Orlando), James Taylor (Medoro), Silvia Tro Santafé (Licone), María Cristina Kiehr (Eurilla), Markus Schäfer (Pasquale), Elisabeth von Magnus (Alcina), Scot Weir (Caronte).[10]:6961
- Juli 2005 (live, konzertant aus dem Stefaniensaal Graz; stark gekürzt): Nikolaus Harnoncourt (Dirigent), Concentus Musicus Wien. Patricia Petibon (Angelica), Christian Gerhaher (Rodomonte), Michael Schade (Orlando), Werner Güra (Medoro), Johannes Kalpers (Licone), Malin Hartelius (Eurilla), Markus Schäfer (Pasquale), Elisabeth von Magnus (Alcina), Florian Boesch (Caronte). Sony/Harmonia Mundi 82876 73370-2 (2 CD).[10]:6962
- 2009 (Video; live aus der Staatsoper Unter den Linden Berlin): René Jacobs (Dirigent), Nigel Lowery und Amir Hosseinpour (Bühne), Freiburger Barockorchester. Marlis Petersen (Angelica), Pietro Spagnoli (Rodomonte), Tom Randle (Orlando), Magnus Staveland (Medoro), Arttu Kataja (Licone und Caronte), Sunhae Im (Eurilla), Victor Torres (Pasquale), Alexandrina Pendatchanska (Alcina). Euroarts 2057788 (2 DVD), EuroArts 2057784 (BR).[11]